# WINTER LETTER
『WINTER LETTER』（ウィンター・レター）は、TUBEの27作目のオリジナル・アルバム。2007年12月12日にSony Music Associated Recordsから発売された。

## 概要
1988年『Remember Me』以来19年ぶりとなる冬リリースのアルバム。前作『B☆B☆Q』リリースからのインターバルは1年半となる。
本作はミディアムやスローテンポなどの楽曲を中心に「冬」「人に想い伝える手段」というテーマに書かれた歌詞・編曲も冬をイメージさせるフレーズとなった。前作『B☆B☆Q』以降シングル発売も無かったため、唯一フルアルバムでシングル曲が収録されていない。
2007年のツアーで既に新曲「蛍」が披露され収録候補になっていたが、季節が合わないことから未収録。「蛍」は2008年4月にシングルとして発売された。
本作発売を記念して特別企画『TUBEにWinter Letterを出そう!』キャンペーンが行われた。
LIVE DVD『TUBE LIVE AROUND SPECIAL 2007 -夏燦舞-』と同時発売された。初回限定盤のみ封入の応募券を『TUBE LIVE AROUND SPECIAL 2007 -夏燦舞-』に封入の応募ハガキに貼付し応募すると抽選でTUBEスペシャルグッズが当たる、というキャンペーンが行われた。
本作を携えたコンサートツアー『TUBE LIVE AROUND 2007　冬でごめんね〜WINTER LETTER〜』を全国7か所で開催した。このライブの模様は2008年4月30日に発売されたライブDVD『TUBE LIVE AROUND 2007 冬でごめんね 〜WINTER LETTER〜』で観ることができる。

## 収録曲
| 全作曲: 春畑道哉。 |                      |           |            |                          |      |
| #                  | タイトル             | 作詞      | 作曲・編曲 | 編曲                     | 時間 |
| 1.                 | 「冬のプレゼント」   | 前田亘輝  | 春畑道哉   | 大島こうすけ、TUBE       | 4:35 |
| 2.                 | 「ナデシコ」         | 前田亘輝  | 春畑道哉   | 寺地秀行、窪田博之、TUBE | 4:57 |
| 3.                 | 「クリスマスローズ」 | 角野秀行  | 春畑道哉   | TUBE                     | 5:04 |
| 4.                 | 「方舟」             | 前田亘輝  | 春畑道哉   | TUBE                     | 4:11 |
| 5.                 | 「追伸」             | 前田亘輝  | 春畑道哉   | TUBE                     | 5:02 |
| 6.                 | 「愛のセオリー」     | 前田亘輝  | 春畑道哉   | TUBE                     | 4:43 |
| 7.                 | 「君に届いたら…」    | 松本玲二  | 春畑道哉   | TUBE                     | 4:34 |
| 8.                 | 「星空のラヴレター」 | 前田亘輝  | 春畑道哉   | TUBE                     | 4:07 |
| 9.                 | 「テ・ガ・ミ」       | 前田亘輝  | 春畑道哉   | TUBE                     | 5:11 |
| 10.                | 「哀愁ドライブ」     | 前田亘輝  | 春畑道哉   | TUBE                     | 4:20 |
| 11.                | 「遠い日の君の姿」   | 前田亘輝  | 春畑道哉   | TUBE                     | 5:14 |
| 12.                | 「償い」             | 前田亘輝  | 春畑道哉   | TUBE                     | 3:59 |
| 合計時間:          | 合計時間:            | 合計時間: | 合計時間:  | 55:57                    |      |

## 演奏[3]
- 前田亘輝：Vocal & Backing Vocals
- 春畑道哉：Guitars, Piano & Backing Vocals
- 角野秀行：Bass & Backing Vocals
- 松本玲二：Drums, Percussion & Backing Vocals
- 小野塚晃 (DIMENSION)：Piano (#3.8.10)
- 勝田一樹 (DIMENSION)：Sax (#6.10)
- 牧穂エミ：Backing Vocal (#6)
- 高原由妃：Backing Vocal (#9)
- 高島信二：Backing Vocal (#3.8)
- 佐藤晶：Backing Vocal (#1.2.4.5.8.10)

## タイアップ
ナデシコ
- JR北海道CMソング
- とちぎテレビ『イブニング6』1月度エンディングテーマ